# Монгійон
Монгійо́н, Монґійон (фр. Montguillon) — колишній муніципалітет у Франції, у регіоні Пеї-де-ла-Луар, департамент Мен і Луара. Населення — 206 осіб (2011).
Муніципалітет був розташований на відстані близько 270 км на південний захід від Парижа, 85 км на північний схід від Нанта, 32 км на північний захід від Анже.

## Історія
15 грудня 2016 року Монгійон, Авіре, Ле-Бур-д'Іре, Ла-Шапель-сюр-Удон, Шатле, Ла-Ферр'єр-де-Фле, Л'Отельрі-де-Фле, Лувен, Маран, Нуаян-ла-Гравуаєр, Ніуазо, Сент-Жемм-д'Андіньє, Сен-Мартен-дю-Буа, Сен-Совер-де-Фле i Сегре було об'єднано в новий муніципалітет Сегре-ан-Анжу-Бле.

## Демографія
Динаміка населення (INSEE ):
Розподіл населення за віком та статтю (2006):
| Стать | Всього | До 15 років | 15-24 | 25-44 | 45-64 | 65-85 | Понад 85 |
| --- | ------ | ----------- | ----- | ----- | ----- | ----- | -------- |
| Чоловіки | 98     | 31          | 4     | 28    | 35    | 0     | 0        |
| Жінки | 81     | 15          | 12    | 23    | 31    | 0     | 0        |
| \| Статево-вікова піраміда \| Статево-вікова піраміда \| Статево-вікова піраміда \| \| ----------------------- \| ----------------------- \| ----------------------- \| \| Чоловіки \| Вік \| Жінки \| \| 0 \| 85 + \| 0 \| \| 0 \| 80-84 \| 0 \| \| 0 \| 75-79 \| 0 \| \| 0 \| 70-74 \| 0 \| \| 0 \| 65-69 \| 0 \| \| 12 \| 60-64 \| 4 \| \| 4 \| 55-59 \| 12 \| \| 15 \| 50-54 \| 0 \| \| 4 \| 45-49 \| 15 \| \| 4 \| 40-44 \| 0 \| \| 4 \| 35-39 \| 4 \| \| 12 \| 30-34 \| 4 \| \| 8 \| 25-29 \| 15 \| \| 4 \| 20-24 \| 12 \| \| 0 \| 15-20 \| 0 \| \| 4 \| 10-14 \| 0 \| \| 8 \| 5-9 \| 0 \| \| 19 \| 0-4 \| 15 \| |        |             |       |       |       |       |          |
| Статево-вікова піраміда |        |             |       |       |       |       |          |
| Чоловіки | Вік    | Жінки       |       |       |       |       |          |
| 0 | 85 +   | 0           |       |       |       |       |          |
| 0 | 80-84  | 0           |       |       |       |       |          |
| 0 | 75-79  | 0           |       |       |       |       |          |
| 0 | 70-74  | 0           |       |       |       |       |          |
| 0 | 65-69  | 0           |       |       |       |       |          |
| 12 | 60-64  | 4           |       |       |       |       |          |
| 4 | 55-59  | 12          |       |       |       |       |          |
| 15 | 50-54  | 0           |       |       |       |       |          |
| 4 | 45-49  | 15          |       |       |       |       |          |
| 4 | 40-44  | 0           |       |       |       |       |          |
| 4 | 35-39  | 4           |       |       |       |       |          |
| 12 | 30-34  | 4           |       |       |       |       |          |
| 8 | 25-29  | 15          |       |       |       |       |          |
| 4 | 20-24  | 12          |       |       |       |       |          |
| 0 | 15-20  | 0           |       |       |       |       |          |
| 4 | 10-14  | 0           |       |       |       |       |          |
| 8 | 5-9    | 0           |       |       |       |       |          |
| 19 | 0-4    | 15          |       |       |       |       |          |

## Економіка
2010 року серед 129 осіб працездатного віку (15—64 років) 108 були активними, 21 — неактивною (показник активності 83,7%, у 1999 році було 73,5%). З 108 активних мешканців працювали 102 особи (57 чоловіків та 45 жінок), безробітними було 6 (1 чоловік та 5 жінок). Серед 21 неактивної 6 осіб було учнями чи студентами, 10 — пенсіонерами, 5 були неактивними з інших причин.

У 2010 році в муніципалітеті числилось 77 оподаткованих домогосподарств, у яких проживали 199,0 особи, медіана доходів виносила 17 430 євро на одного особоспоживача